# Davit Chaladze
Davit Chaladze (géorgien : დავით ჩალაძე), né le 22 janvier 1976 à Tbilissi en Géorgie, est un footballeur international géorgien, qui évoluait au poste d'attaquant.

## Biographie

### Carrière de joueur
Davit Chaladze dispute neuf matchs en Ligue des champions, pour deux buts inscrits, et quatre matchs en Coupe de l'UEFA. En Ligue des champions, il inscrit deux buts le 28 juillet 1999, lors du deuxième tour préliminaire contre le Rapid Bucarest.

### Carrière internationale
Davit Chaladze compte quatre sélections et un but avec l'équipe de Géorgie entre 1998 et 2003. 
Il est convoqué pour la première fois par le sélectionneur national Vladimir Gutsaev pour un match amical contre la Russie le 30 mai 1998 (1-1). Il reçoit sa dernière sélection le 12 février 2003 contre la Moldavie, match au cours duquel il inscrit son seul but en sélection (2-2).

## Palmarès

### En club
- Avec le Skonto Riga
  - Champion de Lettonie en 1997, 1999, 2000 et 2001
  - Vainqueur de la Coupe de Lettonie en 1997, 2000 et 2001

- Avec le Rubin Kazan
  - Champion de Russie de D2 en 2002

- Avec l'Anorthosis Famagouste
  - Champion de Chypre en 2005

### Distinctions personnelles
- Meilleur buteur du Championnat de Lettonie en 1997 (25 buts)
- Meilleur buteur du Championnat de Russie de D2 en 2002 (20 buts)